# Заболотный (Свердловская область)
Заболотный — посёлок в Новолялинском городском округе Свердловской области России. Посёлок расположен в 11 километрах (по автотрассе в 12 километрах) к юго-западу от города Новая Ляля, в истоке реки Заболотной (правый приток реки Ляля), которая в черте посёлка образует небольшой пруд. В двух километрах к северо-западу проходит шоссе Екатеринбург — Нижний Тагил — Серов.

## Население
| 2002 | 2010 | 2021 |
| ---- | ---- | ---- |
| 89   | ↘82  | ↘36  |

## Промышленность
- КХ "Возрождение";
- Шиномонтаж.